# Zehntes Buch Sozialgesetzbuch
Das Zehnte Buch Sozialgesetzbuch regelt als Teil des deutschen Sozialgesetzbuchs das sozialrechtliche Verwaltungsverfahren, den Schutz der Sozialdaten sowie die Zusammenarbeit der Sozialleistungsträger untereinander und ihre Rechtsbeziehungen zu Dritten.
Es bildet zusammen mit dem Ersten und dem Vierten Buch sowie mit den verfahrensrechtlichen Vorschriften in den weiteren besonderen Teilen des Sozialgesetzbuchs die rechtliche Grundlage für die Tätigkeit der Jobcenter, der Sozialämter, der Krankenkassen, der Rentenversicherungsträger, der Unfallversicherungsträger, der Pflegekassen und der Jugendämter und hat daher erhebliche praktische Bedeutung.

## Geschichte
Bis 1981 war das sozialrechtliche Verwaltungsverfahren in gut 300 Paragraphen geregelt, die auf etwa 25 verschiedene Gesetze verteilt waren. Verfahrensregelungen befanden sich u. a. in der Reichsversicherungsordnung, im Bundessozialhilfegesetz und im Arbeitsförderungsgesetz. Die in den 1970er Jahren begonnene Neukodifikation des deutschen Sozialrechts sollte diese Regelungen in einem Gesetz zusammenfassen.
Obwohl es möglich gewesen wäre, die Verfahrensregelungen in das bereits bestehende SGB I oder das damals gerade neu kodifizierte SGB IV zu integrieren, wurde ein neues Buch mit dem Titel Zehntes Buch (X) – Verwaltungsverfahren, Schutz der Sozialdaten, Zusammenarbeit der Leistungsträger und ihre Beziehungen zu Dritten als Artikel I des Gesetzes vom 18. August 1980 erlassen.
Änderungen erfuhr das SGB X insbesondere durch das 2. SGB-Änderungsgesetz aus dem Jahr 1994: Die Regelungen zum Sozialdatenschutz wurden in Anlehnung an das Bundesdatenschutzgesetz neu formuliert und erweitert. Ende 2000 erhielt das SGB X durch das 4. Euro-Einführungsgesetz schließlich seine heutige Bezeichnung Zehntes Buch Sozialgesetzbuch – Sozialverwaltungsverfahren und Sozialdatenschutz – (SGB X).

## Aufbau und Regelungen
Das Zehnte Buch Sozialgesetzbuch ist in vier Kapitel unterteilt. Das erste Kapitel (§§ 1–66 SGB X) regelt das sozialrechtliche Verwaltungsverfahren. Es legt fest, welche Rechte die Verfahrensbeteiligten haben, nach welchen Grundsätzen die Behörden und Sozialleistungsträger vorzugehen haben und welche Fristen und Termine einzuhalten sind. Daneben regelt es die Amtshilfe, Kosten, Vollstreckung und den öffentlich-rechtlichen Vertrag und beschreibt die Anforderungen an rechtmäßige Verwaltungsakte sowie die Konsequenzen von rechtswidrigen Verwaltungsakten und die Rechtsbehelfe.
Von der Regelungsmaterie her ist das erste Kapitel des SGB X mit dem Verwaltungsverfahrensgesetz und der Abgabenordnung vergleichbar. Allerdings hat der Gesetzgeber bei der Kodifikation das besondere Schutzbedürfnis der Sozialleistungsempfänger erkannt und diesem durch besonders „bürgerfreundliche“ Regelungen – beispielsweise zum Vertrauensschutz bei begünstigenden Verwaltungsakten – Rechnung getragen. Darin liegt auch der wesentliche Unterschied zu den vergleichbaren Regelungen im Verwaltungsverfahrensgesetz und in der Abgabenordnung.
Das zweite Kapitel (§§ 67–85a SGB X) hat den Schutz der Sozialdaten zum Inhalt. Es definiert die Voraussetzungen, unter denen Sozialdaten erhoben, gespeichert, verarbeitet, übermittelt und gelöscht werden dürfen und konkretisiert damit das im SGB I statuierte Sozialgeheimnis. Dieses Kapitel wurde durch das Gesetz zur Änderung des Bundesdatenschutzgesetzes und anderer Gesetze vom 18. Mai 2001 teilweise neu gestaltet und an die Vorgaben der Richtlinie 95/46/EG (Datenschutzrichtlinie) angepasst. Als bereichsspezifische Datenschutzregelung für die Sozialversicherung geht das SGB X dem Bundesdatenschutzgesetz vor.
Das dritte Kapitel (§§ 86–119 SGB X) trat erst 1983 in Kraft. In ihm sind die Rechtsbeziehungen der Sozialleistungsträger untereinander und zu Dritten geregelt. Von besonderer praktischer Bedeutung sind die im zweiten Abschnitt dieses Kapitels genannten Erstattungsansprüche (§§ 102–114) und die Schadensersatzansprüche des dritten Abschnitts (§§ 115–119).
Das vierte Kapitel – es besteht lediglich aus § 120 – enthält Übergangsregelungen.

## Kritik
Das SGB X war als gesetzgeberisches Projekt mitunter harscher Kritik ausgesetzt. Die Regelung des Sozialverwaltungsverfahrens folgte aus der Sicht des Gesetzgebers als „dritte Säule“ auf die Verabschiedung der allgemeinen Verwaltungsverfahrensgesetze des Bundes und der Länder sowie die Abgabenordnung in den 1970er-Jahren. Dem wurde entgegengehalten, dass es nicht sinnvoll sei, eine eigene Kodifikation des Sozialverwaltungsverfahrens zu schaffen, die sich von den anderen Verfahrensordnungen unterscheide. Anstelle dessen hätte man besser mit Verweisungen auf die allgemeinen Verwaltungsverfahrensgesetze arbeiten sollen. Dem Einwand, das Gesetz werde dadurch zumindest für juristische Laien schwerer verständlich, wurde aus rechtssoziologischer Sicht entgegnet, der Laie erkenne das Recht ohnehin „nicht durch die Lektüre von Gesetzbüchern, sondern durch die Rechtspraxis, die ihn oder seine Umgebung trifft, die Informationen, die ihm seine Vereinigungen oder Verbände oder die Behörden zukommen lassen usw.“ Durch die Ausgliederung des Sozialverwaltungsverfahrens in ein eigenes Gesetz sei eine „gleichmäßige Verwaltungspraxis“, die der Bürger im Umgang mit allen möglichen Behörden erfahre, verhindert worden. Umgekehrt hätte es auch für die Verwaltungsträger eine einheitliche und „umfassende Arbeitsgrundlage“ gebraucht, die es nun auch durch die Anlage des Sozialgesetzbuchs in einzelnen Büchern, deren Paragrafenzählung immer wieder von vorn beginne, nicht geben könne. Dies alles gelte umso mehr, als das Sozialgesetzbuch vielfach von Landes- und Kommunalbehörden auszuführen sei, für deren Tätigkeit somit verschiedene Rechtsgrundlagen beständen.